# Woy Woy
Woy Woy est une zone urbaine australienne située dans la zone d'administration locale de la Côte centrale en Nouvelle-Galles du Sud. 

## Géographie
Elle est située sur la péninsule de Woy Woy, au sud de la baie de Brisbane Water, à 12 km au sud de Gosford et à 85 km au nord du centre d'affaires de Sydney.
Elle constitue une importante destination touristique de la région.

## Démographie
| 2001  | 2006  | 2011   | 2016   | 2021   |
| ----- | ----- | ------ | ------ | ------ |
| 9 891 | 9 985 | 10 114 | 10 643 | 11 072 |